# ニコール・フィオレンティーノ
ニコール・マーガレット・フィオレンティーノ（Nicole Margaret Fiorentino、1979年4月7日 - ）はアメリカ合衆国のミュージシャン、ベーシスト。
2006年にロックバンド、スマッシング・パンプキンズにサポートメンバーとして参加し、2010年に正式なメンバーとなる。パンプキンズ以前にも、ヴェルーカ・ソルトやRadio Vago、Spinnerette、Twilight Sleep、Light FMなどといった様々なバンドで演奏していた。
2010年からフィオレンティーノはThe Cold and Lovelyというグループに参加し、2012年にデビューアルバムをリリースした。2014年にパンプキンズを脱退。フィオレンティーノは2014年の大半をThe Cold and Lovelyのツアーに費やした。

## その他
- 2011年2月にパンプキンズのFacebookにて、フィオレンティーノが『サイアミーズ・ドリーム』ジャケット写真の左側の少女であることが明かされるが、その真偽についてファンコミュニティは半信半疑であった。結局、2018年のツアー広告動画に起用された女性二人がアルバムジャケットの少女本人であることをビリー・コーガンが公式に表明したことで、2011年の投稿はコーガンによる悪ふざけであることが間接的に示された[3]。
- 2012年にThe Cold and Lovelyの女性メンバーであるMeghan Tooheyと結婚。2015年になるまで自身のセクシュアリティについては公言していなかった。フィオレンティーノはパンプキンズにいる間、同性愛者の権利について今まで自分の感情を述べてきたが、自身の経験や状況と重ねて話題にする段階にはまだなかったと語っている[4]。